# 114 (število)
114 (stó štirinájst) je naravno število, za katero velja 114 = 113 + 1 = 115 - 1.

## V matematiki
- sestavljeno število.
- klinasto število.
- ne obstaja noben takšen cel x, da bi veljala enačba φ(x) = 114.
- Harshadovo število.
- Ulamovo število {\displaystyle 114=8+106\,\!}.
- Zumkellerjevo število.

## Drugo

### Leta
- 114 pr. n. št.
- 114, 1114, 2114